# Макаров, Константин Сергеевич
Константин Сергеевич Макаров (род. 11 апреля 1991 года) - российский пауэрлифтер.

## Карьера
Спортсмен-инструктор отделения пауэрлифтинга Новосибирского ЦВСМ, тренируется у С.А. Федосиенко.
В 2013 году становится чемпионом России среди юниоров. С юниорского чемпионата мира привёз серебро.
В 2014 году завоёвывает серебро юниорского чемпионата России. Также вторым становится на юниорском чемпимонате России по классическому пауэрлифтингу. С юниорского чемпионата Европы в Санкт-Петербурге привозит золото. В июне 2014 года становится чемпионом мира по классическому пауэрлифтингу среди юниоров, его результат 530 кг становится мировым рекордом в категории до 59 кг. А в декабре на чемпионате России по классическому пауэрлифтингу становится третьим.
В марте 2015 года завоёвывает бронзу чемпионата Европы по классическому пауэрлифтингу. В декабре 2015 года завоёвывает бронзу национального чемпионата по классическому пауэрлифтингу.

## Вне помоста
Окончил Новосибирский государственный аграрный университет.